# Canton de Carmaux-Sud
Le canton de Carmaux-Sud est une ancienne division administrative française, située dans le département du Tarn en région Midi-Pyrénées.

## Géographie
Ce canton était organisé autour de Carmaux dans l'arrondissement d'Albi. Son altitude variait de 228 m pour Carmaux à 347 m pour Taïx, avec une moyenne de 270 m.

## Histoire
Le canton de Carmaux est créé par une loi du 5 juillet 1889, aux dépens de celui de Monestiés. En 1973, il est scindé en deux cantons de Carmaux-Nord et de Carmaux-Sud.
Le canton de Carmaux-Sud est supprimé par le décret du 17 février 2014 qui entre en vigueur lors des élections départementales de mars 2015.

## Représentation
| Période | Période | Identité                  | Étiquette | Qualité |
| ------- | ------- | ------------------------- | --------- | --- |
| 1973    | 1982    | Jean Coutouly (1926-2009) | PCF       | Mineur de fond Conseiller régional (1982-1985) Maire de Blaye-les-Mines (1971-1989), ancien résistant         |
| 1982    | 1994    | Jacques Raynal            | PS        | Mineur Premier adjoint au maire de Blaye-les-Mines (1989-1995)                                                |
| 1994    | 2008    | Guy-Pierre Fabre          | PS        | Ingénieur de recherches à l'INRA Maire de Blaye-les-Mines (1989-2001)                                         |
| 2008    | 2015    | André Fabre               | PS        | Professeur Maire de Blaye-les-Mines depuis 2001 Élu (DVG) en 2015 dans le Canton de Carmaux-2 Vallée du Cérou |

## Composition
Le canton de Carmaux-Sud comprenait quatre communes et comptait 7 911 habitants, selon la population municipale au 1er janvier 2012.
| Communes           | Population (2012) | Code postal | Code Insee |
| ------------------ | ----------------- | ----------- | ---------- |
| Blaye-les-Mines    | 3 061             | 81400       | 81033      |
| Carmaux            | 3 985 (1)         | 81400       | 81060      |
| Labastide-Gabausse | 454               | 81400       | 81114      |
| Taïx               | 411               | 81130       | 81291      |

(1) fraction de commune.

## Démographie
| 1962 | 1968 | 1975 | 1982 | 1990 | 1999 | 2006  | 2012  |
| ---- | ---- | ---- | ---- | ---- | ---- | ----- | ----- |
| -    | -    | -    | -    | -    | -    | 7 843 | 7 911 |